# Spiraea virginiana
Spiraea virginiana är en rosväxtart som beskrevs av Britt.. Spiraea virginiana ingår i släktet spireor, och familjen rosväxter. Utöver nominatformen finns också underarten S. v. serrulata.